# Poecilium infasciatum
Poecilium infasciatum är en skalbaggsart som beskrevs av Maurice Pic 1935. Poecilium infasciatum ingår i släktet Poecilium och familjen långhorningar. Inga underarter finns listade i Catalogue of Life.